# Lost & Found: Hip Hop Underground Soul Classics
Lost & Found: Hip Hop Underground Soul Classics è un doppio album pubblicato nel 2003 che unisce i precedentemente accantonati Center of Attention del gruppo hip hop InI e The Original Baby Pa del rapper Deda. Entrambi registrati nel 1995 e prodotti interamente da Pete Rock, sono messi da parte quando fallisce il contratto tra il produttore e la Elektra Records.
| Recensione | Giudizio   |
| ---------- | ---------- |
| AllMusic   | [ 2 ]      |
| Pitchfork  | [ 3 ]      |
| PopMatters | misto      |
| HipHopDX   | [ 5 ]      |
| RapReviews | Ini · Deda |

## Tracce

### Center of Attention
| #  | Title                     | Performer (s)                                     |
| -- | ------------------------- | ------------------------------------------------- |
| 1  | "Intro"                   | *Instrumental*                                    |
| 2  | "No More Words"           | Grap Luva, Ras G, Rob-O                           |
| 3  | "Step Up"                 | Rob-O, Grap Luva, Ras G                           |
| 4  | "Think Twice"             | Grap Luva, Pete Rock, Rob-O                       |
| 5  | "Square One"              | Grap Luva, Ras G, Rob-O                           |
| 6  | "The Life I Live"         | Grap Luva, Ras G, Rob-O                           |
| 7  | "Kross Roads"             | Rob-O, Pete Rock                                  |
| 8  | "To Each His Own"         | Grap Luva, Q-Tip, Rob-O, Large Professor          |
| 9  | "Fakin Jax'"              | Pete Rock, Rob-O, Ras G, Grap Luva                |
| 10 | "What You Say"            | Marco Polo, Grap Luva, Ras G, Rob-O               |
| 11 | "Props"                   | Rob-O                                             |
| 12 | "Center of Attention"     | Ras G, Rob-O, Grap Luva                           |
| 13 | "Grown Man Sport"         | Ras G, Grap Luva, Rob-O, Meccalicious, Marco Polo |
| 14 | "Mind Over Matter"        | Grap Luva, Rob-O, Ras G                           |
| 15 | "Don't You Love It"       | Rob-O                                             |
| 16 | "Microphonist Wanderlust" | Rob-O, Denise Weeks                               |

### The Original Baby Pa
| #  | Title                               | Performer (s)      |
| -- | ----------------------------------- | ------------------ |
| 1  | "Everyman"                          | Deda, Pete Rock    |
| 2  | "Baby Pa"                           | Deda               |
| 3  | "How I'm Livin'"                    | Deda, Vinia Mojica |
| 4  | "Blah Uno"                          | Deda               |
| 5  | "Can't Wait"                        | Deda               |
| 6  | "I Originate"                       | Deda               |
| 7  | "Markd4death"                       | Ex-Cons            |
| 8  | "Nasty Scene"                       | Deda               |
| 9  | "Nothing More"                      | Deda               |
| 10 | "Press Rewind"                      | Deda, Pete Rock    |
| 11 | "Rhyme Writer"                      | Deda               |
| 12 | "Too Close"                         | Deda               |
| 13 | "Understand?"                       | Deda               |
| *  | Bonus Track (Demo): "Anything Goes" | Deda               |